# Polyalthia asteriella
Polyalthia asteriella este o specie de plante din genul Polyalthia, familia Annonaceae, descrisă de Henry Nicholas Ridley. Conform Catalogue of Life specia Polyalthia asteriella nu are subspecii cunoscute.